# Aragane no ko - Diamond in the Rough
Aragane no ko - Diamond in the Rough (アラガネの子?, Aragane no ko) è un manga scritto e disegnato da Nao Sasaki. È stato serializzato sul sito web Shōnen Jump+ di Shūeisha dal 25 novembre 2020 al 27 dicembre 2023 e a partire da marzo 2024 i singoli capitoli della serie sono stati raccolti in nove volumi tankōbon dalla casa editrice.

## Trama
In un mondo in cui le pietre hanno un'importanza particolare, Akaboshi è un abile artigiano girovago che un giorno giunge in un villaggio sotterraneo; qui incontra Ko, un ragazzo il cui piede sinistro è pietrificato. Il suo obiettivo è trovare un misterioso uomo con tre piercing per riuscire a salvare la sua famiglia e i due decidono così si cominciare a viaggiare assieme.

## Pubblicazione
La serie, scritta e disegnata da Nao Sasaki, è stata serializzata sul sito web Shōnen Jump+ dal 25 novembre 2020 al 27 dicembre 2023. I capitoli della serie sono stati raccolti in nove volumi tankōbon pubblicati dal 4 marzo 2021 al 4 marzo 2024.
La serie è stata pubblicata in Italia da Panini Comics dal 17 novembre 2022 al 12 settembre 2024, in inglese dal servizio Manga Plus di Shueisha e in Francia da Kana.

### Volumi
| Nº | Data di prima pubblicazione | Data di prima pubblicazione | Data di prima pubblicazione |
| Nº | Giapponese                  | Giapponese                  | Italiano                    |
| -- | --------------------------- | --------------------------- | --------------------------- |
| 1  | 4 marzo 2021                | ISBN 978-4-08-882634-9      | 17 novembre 2022            |
| 2  | 2 luglio 2021               | ISBN 978-4-08-882702-5      | 2 febbraio 2023             |
| 3  | 4 ottobre 2021              | ISBN 978-4-08-882805-3      | 9 marzo 2023                |
| 4  | 4 febbraio 2022             | ISBN 978-4-08-883015-5      | 11 maggio 2023              |
| 5  | 3 giugno 2022               | ISBN 978-4-08-883129-9      | 13 luglio 2023              |
| 6  | 4 novembre 2022             | ISBN 978-4-08-883269-2      | 14 settembre 2023           |
| 7  | 4 aprile 2023               | ISBN 978-4-08-883483-2      | 9 novembre 2023             |
| 8  | 4 ottobre 2023              | ISBN 978-4-08-883641-6      | 8 febbraio 2024             |
| 9  | 4 marzo 2024                | ISBN 978-4-08-883827-4      | 12 settembre 2024           |

## Accoglienza
Nei Next Manga Award del 2021, la serie si è classificata al 17º posto nella categoria web manga ed è stata anche nominato per lo stesso premio nell'edizione del 2022.